# Керженский заповедник
Ке́рженский запове́дник (Федеральное Государственное Бюджетное Учреждение «Государственный Природный Биосферный Заповедник „Керженский“») — заповедник в Нижегородской области России, в левобережном Заволжье. Входит в состав биосферного резервата «Нижегородское Заволжье».
Основан 23 апреля 1993 года. Площадь 46856,2 га, из них лесные площади — 42210 га, болота — около 4000 га. Географические координаты крайних точек территории заповедника: западная — 44° 44' в. д., восточная — 45° 16' в. д., северная — 56° 37' с. ш. и южная — 56° 23' с. ш. Заповедник расположен в бассейне среднего течения реки Керженца (приток Волги), в Городском округе Бор и Городском округе Семёновский Нижегородской области. Территория заповедника «Керженский» входит в состав Камско-Бакалдинской группы болот и Ключевой Орнитологической Территории международного значения.

## Флора и фауна
На территории заповедника представлены природные комплексы южной тайги. Растительность представлена в основном сосновыми (около 60 % площади заповедника) и мелколиственными лесами (около 35 % площади лесов) и болотами. Доминирование сосновых и берёзовых лесов — следствие рубок и посадок лесных культур, регулярно возникающих пожаров. Сосняки в зависимости от увлажнения представлены от сухих — лишайниковых — боров до сырых — сфагновых.
Ельники занимают небольшие площади, которые расположены преимущественно в долине реки Керженец и в основном являются широколиственно-хвойными лесами (с примесью липы и дуба). Под пологом ели встречаются растения, характерные для тайги и для широколиственных лесов.
На территории заповедника сохранились в естественном состоянии около 30 торфяных болот. В основном это сфагновые переходные и верховые болота.
Отмечено 385 видов грибов, 207 видов лишайников, 841 вид водорослей, 218 видов мохообразных, 651 вид сосудистых растений. Здесь в общей сложности встречается 68 видов растений и грибов, занесённых в Красные книги России и Нижегородской области.
Резерват ценных животных (бобр, выхухоль, выдра, глухарь, беркут, скопа, аполлон, ночница Брандта и другие) и редких растений (пыльцеголовник красный, венерин башмачок настоящий, неоттианта клобучковая и другие).
На территории Керженского заповедника отмечено 170 видов птиц, принадлежащих к 45 семействам 15 отрядов. Гнездование установлено для 110 видов, из них 30 — оседлые. Только на пролёте встречаются 14 видов, в зимний период — 2, кочующими являются 3 вида, и у 13 — статус пребывания не установлен.
Проводятся эксперименты по возрождению популяций зверей и птиц, в частности, русской выхухоли, белой куропатки, северного оленя, обитавших прежде на территории заповедника.
В 2002 году заповедник включён в международную сеть биосферных резерватов ЮНЕСКО с названием «Нижегородское Заволжье». В биосферный резерват вошли территории Краснобаковского, Воскресенского, Варнавинского, Воротынского и Лысковского муниципальных районов, Семёновского и Борского городских округов Нижегородской области. На территории резервата, кроме заповедника, расположены охраняемые природные территории регионального значения: природный парк «Воскресенское Поветлужье», государственные заказники «Килемарский» и «Варнавинский», 20 памятников природы. Координацию совместных действий партнёров по развитию биосферного резервата осуществляет заповедник «Керженский».